# Tangers hamn
Tangers hamn är en hamn i Tanger i Marocko. Den ligger vid inloppet till Gibraltarsundet, i bukten mellan uddarna Kap Spartel och Kap Malabata, nedanför stadens kasbah och nära stadens äldsta delar. Tangers hamn var länge en viktig handelshamn. Sedan den stora lasthamnen Tanger Med som ligger nordost om staden Tanger öppnades 2007 har hamnen i Tanger genom ett ombyggnadsprojektet som påbörjades 2010 fått en modernisering och en större inriktning på kryssning och nöjesturism.

## Bildgalleri

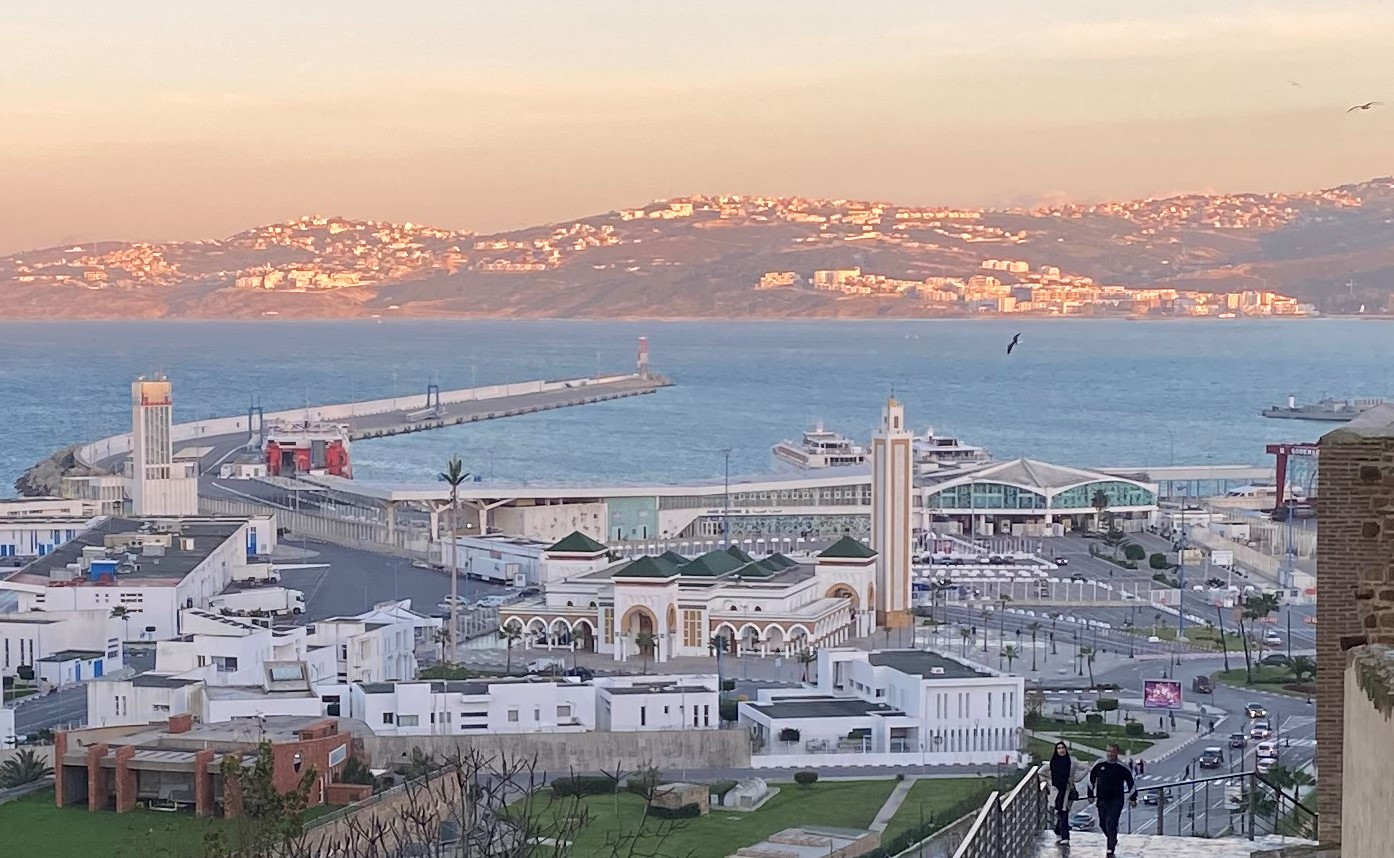
Vy över Tangers hamn.
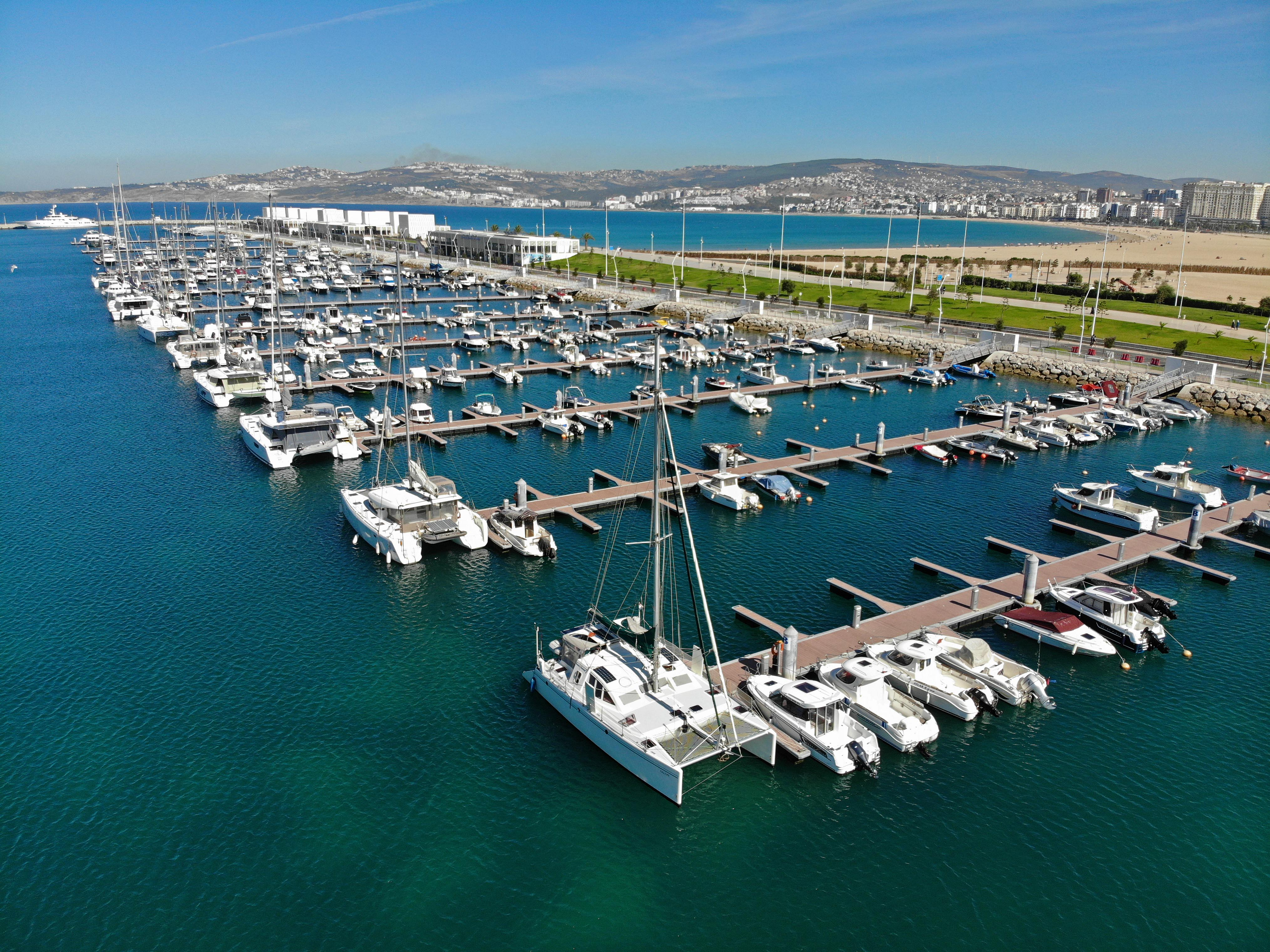
Hamnens marina.
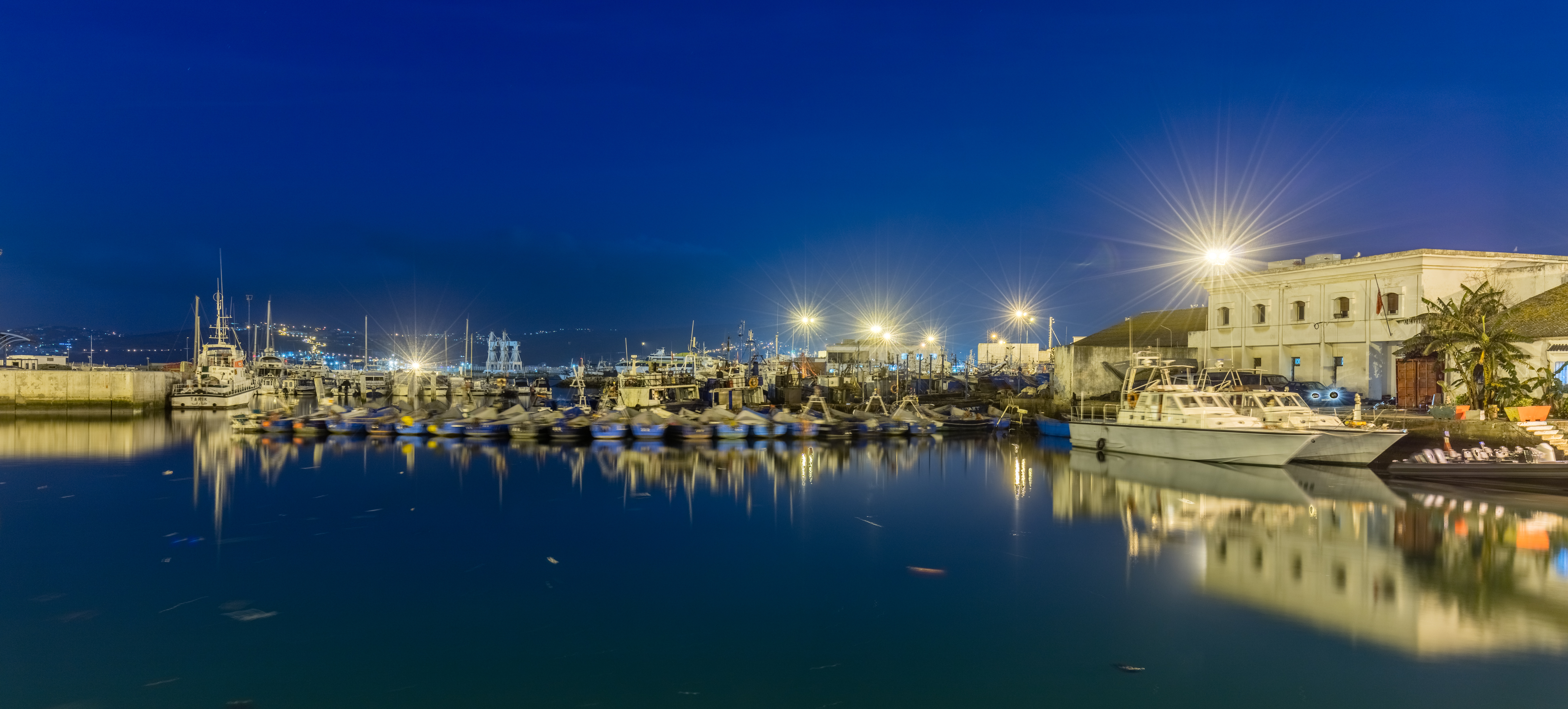
Nattvy över hamnen.